# Ewelina Benbenek
Ewelina „Ewe“ Benbenek (* 1985 in Kamienna Góra, Polen) ist eine deutsche Dramatikerin und Literaturwissenschaftlerin.

## Leben
Ewe Benbenek wurde in Polen geboren und kam mit ihrer Familie Ende der 1980er Jahre nach Deutschland. An der Europa-Universität Viadrina in Frankfurt (Oder) und am University College London studierte sie Kultur- und Politikwissenschaften und anschließend im Master Literaturwissenschaft an der Universität Erfurt. Von 2012 bis 2014 war sie Doktorandin am Graduiertenkolleg Mediale Historiographien an der Bauhaus-Universität Weimar, der Universität Erfurt und der Universität Jena. Benbenek war von 2014 bis 2019 als wissenschaftliche Mitarbeiterin am Institut für Neuere deutsche Literatur/Theaterforschung der Universität Hamburg beschäftigt. Zu ihren wissenschaftlichen Schwerpunkten gehören postmigrantische und postkoloniale Diskurse im Theater, in der Performancekunst und der Gegenwartsdramatik sowie politische Diskurse in Literatur, Kultur und Theater des 21. Jahrhunderts.
Als Autorin trat Benbenek erstmals mit dem Theaterstück Tragödienbastard in Erscheinung. Das Stück handelt von drei Frauengenerationen zwischen Deutschland und Polen. Tragödienbastard wurde 2020 vom Schauspielhaus Wien in der Regie von Florian Fischer uraufgeführt und 2021 mit dem Mülheimer Dramatikerpreis ausgezeichnet. Dabei setzte das Stück sich gegen Werke von Sibylle Berg, Thomas Freyer, Rebekka Kricheldorf, Christine Umpfenbach, Boris Nikitin und Rainald Goetz durch. In der Jurybegründung bescheinigte der Regisseur und Juror Jakob Weiss dem Tragödienbastard eine „unglaubliche Aufrichtigkeit und Verletzlichkeit“. Der Theaterkritiker und Juror Janis El-Bira nannte das Werk „für ein Debüt überwältigend“. Im selben Jahr wurde sie in der Kritikerumfrage von Theater heute als beste Nachwuchsautorin geehrt.
Benbenek lebt in Berlin und schreibt unter dem Namen Ewe Benbenek.

## Auszeichnungen
- 2019: Nominierung für den Retzhofer Dramapreis
- 2021: Mülheimer Dramatikerpreis für Tragödienbastard
- 2021: „Beste Nachwuchsautorin des Jahres“ – Kritikerumfrage von Theater heute

## Werk
- 2020: Tragödienbastard. (UA: Schauspielhaus Wien, Regie: Florian Fischer)
- 2023: Juices. (UA: Nationaltheater Mannheim, Regie: Kamila Polívková)